# 李穆 (北宋)
李穆（928年—984年），字孟雍，开封府阳武县（今河南省原阳县）人，宋朝官员。宋太宗年间为参知政事。
小时候就能写文章。后周显德元年（954年），中进士，进献给周世宗所著《易论》三十三篇，举进士为郢州、汝州二州从事，转任右拾遗。宋朝建立，以殿中侍御史选为洋州通判，办事干练，剖决滞讼无留狱。转任陕州（治所在今河南陕县）通判，有司调陕州的田租到河南府，他以本镇军食尚缺，不应命，于是被免官。开宝五年（972年），任太子中允。开宝六年（973年），宋太祖拜他为左拾遗、知制诰，因为分析时政精辟而著称。参与编修《五代史》，出使南唐，对李煜晓以利害。太平兴国元年（976年），转任左补阙。太平兴国三年（978年）冬，加史馆修撰、判馆事。太平兴国四年（979年）跟随宋太宗北征北汉太原，回京后，为中书舍人，参与修纂《太祖实录》。太平兴国七年（982年），因为秦王赵廷美之案，李穆被弹劾，改为司封员外郎。太平兴国八年（983年），同知贡举，再任中书舍人。为翰林学士、知开封府，惩治奸猾、豪右。宋太宗晋升他为左谏议大夫、参知政事。太平兴国九年（984年），李穆去世，赠工部尚书。李穆为人质朴忠厚，谨言慎行，待人宽厚，好荐后进，深信佛典，善谈名理。

## 延伸阅读
[在维基数据编辑]
 《宋史·卷263》，出自脱脱《宋史》